# Diana Haddad
Diana Joseph Fouad Haddad (arabă ديانا جوزيف فؤاد حداد; n. 1 octombrie 1976, Bsalim, Liban)  este o cântăreață libaneză și o personalitate de TV cu cetățenie din Emiratele Arabe Unite.
Diana Haddad este una dintre cele mai populare și de succes cântărețe din lumea arabă încă din anii 1990. Odată cu prima sa melodie, Saken lansată în 1996, a devenit una dintre cele mai de succes și ce mai bine vândută cântăreață din lumea arabă. Haddad nu se limitează doar la un singur stil de muzică, ea știind cum să reprezinte o gamă largă de stiluri musicale, plecând de la cele mai ritmate cântece până la cele mai romantice. Haddad a cunoscut faima încă din anul 1993. În timp ce înregistra primul său album, a apărut la show-ul de televiziune arab, Studio El Fan în Beirut interpretând cântecul popular libanez scris de Elias Abou Azala Tayr El Yammameh care va fi inclus în primul său album, Saken.

## Biografie
Haddad s-a născut într-o familie cu tatăl, Joseph Haddad, creștin maronit și mama, Mouna Haddad, care provenea dintr-o familie musulmană șiită, într-un oraș mic, Bsalim, din Liban, pe data de 1 octombrie 1976.

### 1996–1998: Succes timpuriu
În 1996, și după 3 ani de muncă intensă, Haddad va lansa albumul sau de debut, Saken. Cel de-al doilea album, Ahl Al Esheg, va fi lansat în februarie, 1997, cel de-al treilea, Ammanih, va fi lansat în 1997 pentru ca cel de-al patrulea, Yammaia, să fie lansat spre sfârșitul anilor’98.

#### 1999: Shater (inteligent) și convertirea la Islamul șiit
În vara anului 1999, Haddad a lansat cel de-al cincilea album, Shater, care înseamnă “deștept” în arabă. Acest album a dat dovadă de o latură jovială/optimistă a muzicii lui Haddad și a genului arab în general, bucurându-se de cele mai simple lucruri în viață, precum natura și soarele. Single-ul Shater a dobândit un succes de neașteptat, aflându-se, timp de mai mult de 4 luni, în topul a mai mult de 17 radiouri și topuri TV. Videoclipul a fost filmat în Dubai de către soțul său. În același an, în octombrie, Diana Haddad s-a convertit oficial la Islam și a devenit musulman șiit, în onoarea mamei musulmane, Mouna, decedate în 1998. Deciziei sale se va opune tatăl său, Joseph Haddad, de religie maronită  și unele dintre rudele sale. Va merge în pelerinaj la Mecca în același an. Diana Haddad vorbește rareori despre convingerile sale religioase susținând că acesta este un lucru personal, între ea și Dumnezeu. Înainte de convertirea sa oficială, Haddad a studiat Islamul Șiit și a declarant într-un interviu pentru revista Al-Jareema că  un rol important în convertirea ei la Islam a reprezentat și faptul că a fost prezentă la cursurile cărturarilor islamici, Șeic-ul Al-Shrawi și Tarek Swaed.

#### 2008–prezent: Al doilea album Khaliji/din golf
Spre sfârșitul anului 2008, Haddad a anunțat că lucrează la un duet cu Alicia Keys, însă aceasta din urmă a cerut o jumătate de milion de dolari pentru duet ceea ce a fost prea mult pentru un cântec, după cum a anunțat Haddad. În schimb, Diana Haddad va face un al duet cu un cântăreț Libanezo-canadian, Karl Wolf.
Haddad a avut un mini tur în vara anului 2009, începând cu două concerte la Paris. Apoi a luat parte la festivalul Al Mydiak din Maroc cu ocazia zilei încoronării regelui. În timpul acestui concert, Haddad a stabilit un record în istoria festivalului prin atragerea a peste 150,000 de oameni, după cum a anunțat managementul festivalului și Nahla Fahad. Diana Haddad își va încheia scurtul tur în Liban, prin două concerte: primul a fost în Maghdouche, orașul său natal (a cântat acolo pentru prima oară). Concertul din orașul său natal a strâns mai mult de 6,000 de oameni din tot Libanul. Diana a fost fericită și mândră de a cântat în orașul său natal pentru prima oară de la începerea carierei sale.

### Viață personală (stilul de viață, căsnicia, personalitatea, familia, religia)
Diana Haddad provine dintr-un oraș din sudul Libanului, Maghdouche. Ea este cea de-al treilea copil din cei 5 frați și surori. A crescut în Kuwait până în 1990, atunci când Războiul din Golf a ajuns și în Kuwait. S-a căsătorit cu un director TV emiratez, mult mai în vârstă decât ea, Suhail Al Abdoul, pe la jumătatea anilor ’90, pentru ca pe 19 iulie 1996 să dea naștere primului său copil, Sophie. Cel de-al doilea copil a cuplului, Mira, a venit pe lume în 2007. Diana Hadad a regretat faptul că s-a căsătorit la o vârstă atât de fragedă, susținând că nu ar încuraja pe nimeni să facă ceea ce a făcut ea iar fetele ar trebui să fie mature și pregătite psihic pentru acest pas. Divorțul sau nu a fost public, ea rămânând în termeni buni cu fostu său soț, Suhail Al-Abdou. Spre sfârșitul anilor 2009, în timp ce călătorea spre Liban împreună cu șoferul său, în Beirut, aceștia au fost atacați de niște bandiți militari armați care cereau tuturor din mașină să iasă afară. În ciuda atmosferei periculoase, șoferul lui Haddad a refuzat să asculte ordinele jefuitorilor și a reușit să scape de aceștia. Haddad a spus că pentru ea acesta a fost un incident traumatic și nu a reușit să doarmă câteva zile din cauza fricii și a anxietății.
De când s-a convertit la Islamul șiit, Haddad se descie ca fiind „un musulman privat care totuși observă”, care se roagă, citește din Coran și postește în luna Ramadanului. Au existat zvonuri care susțineau că Haddad a îmbrățișat sufismul (o interpretare mistică a Islamului) în mijlocul divorțului, zvonuri pe care ea le neagă vehement. Au existat zvonuri conform cărora ea a părăsit Islamul pentru a se întoarce la creștinism (zvonuri negate din nou) ea susținând că nu este nimic ofensiv de vreme ce ea “respectă toate religiile” continuând să susțină că este un musulman devotat, dedicat credinței sale.

## Activism
Diana Haddad este recunoscută pentru muncă umanitară și activismul său în momente de răscruce. În 2000, o dată cu răzmeriță Intifadei palestiniene, Diana a lansat o melodie dedicate cauzei și luptei, intitulată Al Haq yaktubo min Dami (Adevărul este scris cu sângele meu). Și-a anulat turneul în cele 15 orașe americane din acel an, în solidaritate cu poporul palestinian. Atunci când a fost întrebată de ce a ales să cânte pentru Intifada, Haddad a răspuns: “Măcar cu acest cântec să pot contribui în susținerea cauzei palestiniene” adăugând “Dacă considerăm că aceste momente grele nu sunt momentele în care trebuie să contribui cu ceva, atunci când este momentul potrivit? Nu putem să privim alene ceea ce vedem la televizor fără să facem ceva” Versurile cântecului au fost scrise de poetul saudit, Sa’ud Al Sharbatli și se traduc: “Adevărul este scris cu sângele meu... Este un nume pe care gura mea îl repeta, Al Quds, iată-ne, am venit să vă salvăm.”
Haddad s-a alăturat unei campanii în 2003 împotriva consumului de droguri și al fumatului în Emiratele Arabe Unite, prin lansarea unui single intitulat “Bi Edak El Qarar ” (decizia se afla în mâinile tale)